# Teleférico del Puerto
A Teleférico del Puerto (katalán nyelven: Telefèric del Port or Aeri del Port) egy 1,3 km hosszúságú drótkötélpályás felvonó Spanyolországban, Barcelónában a kikötő felett. A kötélvasútnak összesen 3 állomása van: Torre Sant Sebastià, Torre Jaume és az Estación de Miramar in Montjuïc. A vontatómotor Miramar állomáson található. üzemeltetője a 	Teleféricos de Barcelona.
Keresztezi a Port Vellt, Barcelona régi kikötőjét, és kapcsolatot teremt a Montjuïc heggyel, Barceloneta városrésszel.

## A pálya
Az 1,3 km hosszúságú pályát három oszlop tartja a levegőben, a középső oszlop, mely egyben állomás is, egy 652 és egy 651 méteres szakaszra osztja az útvonalat. A kabinok 20 férőhelyesek, sebességük 3 m/s. Minden kabin végighalad a teljes útvonalon.